# Piazza Cesare Beccaria (Firenze)

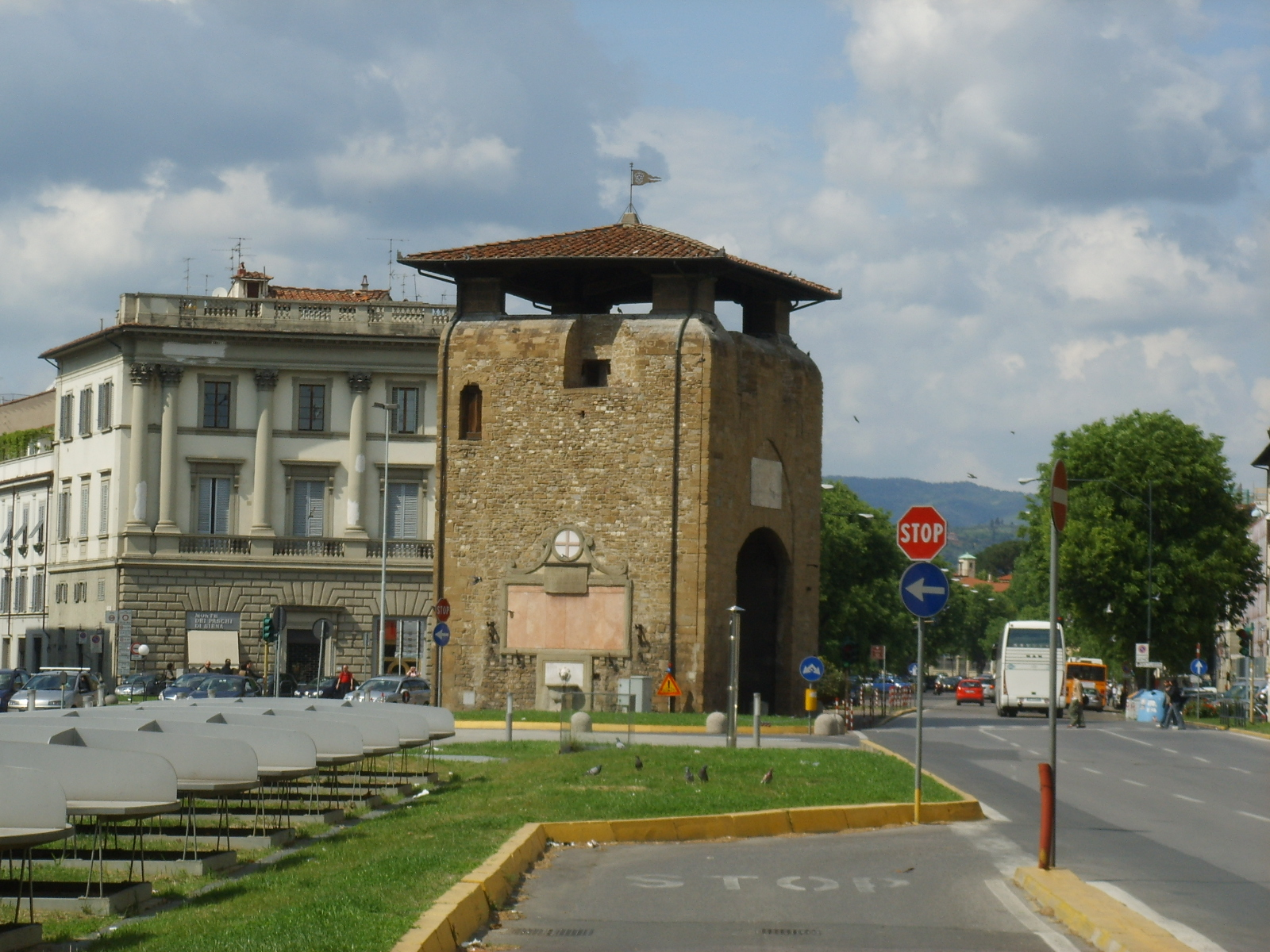
Porta alla Croce e viale Antonio Gramsci

Piazza Cesare Beccaria è una piazza di Firenze, situata lungo i viali di Circonvallazione e con al centro l'antica Porta alla Croce. Vi si accede da via Vincenzo Gioberti, viale Giovanni Amendola, viale della Giovine Italia, borgo la Croce, via Alessandro Manzoni, viale Antonio Gramsci.

## Storia e descrizione
Realizzata da Giuseppe Poggi durante i lavori di costruzione dei Viali di Circonvallazione sul sito delle antiche mura abbattute, fu intitolata  (inizialmente solo per la parte esterna alla porta) a Cesare Beccaria il 25 novembre 1876 su delibera della giunta di Ubaldino Peruzzi.
Il luogo originariamente si chiamava Piazza alla Croce, essendo dominato dalla maestosa Porta alla Croce, che è sopravvissuta alle demolizioni, ma anche "piazza della porta alla Croce a Gorgo", "della porta di Sant'Ambrogio" e, con riferimento invece al mercato che vi si teneva, "piazza del Mercato delle Bestie" o "piazza del Mercato de' Bovi".
Il Poggi creò uno spazio circolare con la Porta come fulcro, con una serie di palazzi dalle facciate concave in stile neoclassico. Dalla piazza, in direzione dell'Arno, il viale doveva proseguire con due corsie distinte e divaricantesi, in modo da definire una forca (cioè i lotti ora occupati dall'Archivio di Stato e dalla caserma Antonio Baldissera delimitati da questa piazza, dai viali della Giovine Italia e Giovanni Amendola e dal lungarno Guglielmo Pecori Giraldi) da destinare a un grande parterre verde, con bagni pubblici e stabilimenti sportivi e ricreativi, ospitati in un edificio posto dal lato del lungarno a fare da quinta scenografica al grande spazio a giardino. In realtà, nel tentativo di risolvere la complessa questione della collocazione di una caserma di cavalleria prossima al centro della città, il comune optò nel 1881 per sacrificare la zona verde a favore dell'insediamento militare, cedendo gratuitamente all'Amministrazione Militare tutta la grande area tra il lungarno e piazza Cesare Beccaria (compreso quindi anche il lotto sul quale attualmente insiste d'Archivio di Stato), e ponendo le basi per la totale saturazione degli spazi come oggi si vede. Ciò determinò nel tempo la trasformazione di uno spazio che doveva essere verde, d'incontro e ricreativo, in uno spazio di rapidi passaggi, sia veicolari sia pedonali.
Tra il 1890 e il 1935, al centro della Piazza era presente il capolinea della tranvia del Chianti: si trattava di una fermata a uno solo binario, dove sostavano i convogli al termine delle corse. Un binario, riservato al solo servizio merci, proseguiva sul lato est dell'attuale viale Gramsci per giungere al piazzale di fronte alla stazione ferroviaria di Porta alla Croce dove, fino al 1896, transitava la ferrovia Firenze-Roma. Con l'apertura della stazione di Campo Marte, il raccordo fu prolungato verso Piazzale Donatello, via degli Artisti, via dei Mille e via Pratolino.
Alla biforcazione dei viali Giovine Italia e Amendola, si affaccia l'edificio che ospita l'Archivio di Stato, nel luogo dove fino al 1977 sorgeva la Casa della Gioventù Italiana del Littorio di Firenze. Prima ancora vi si trovavano i cosiddetti "Pratoni della Zecca", un'albereta che il Poggi aveva previsto per magnificare la vista dalla collina di San Miniato verso piazza Beccaria e viceversa.
Tra il 2003 ed il 2004 la piazza è stata interessata da importanti lavori per la realizzazione di un parcheggio sotterraneo, per un totale di 205 posti auto organizzati su tre piani, su progetto degli architetti Paolo di Nardo e Fabio Rossetti, che parallelamente sono intervenuti anche nella parziale risistemazione dell'arredo della piazza.
Lateralmente e al centro dei viali di circonvallazione che la tagliano a metà, la piazza presenta tre aree verdi (in precedenza quattro) attraversate da un percorso pedonale che passa sotto la Porta alla Croce; da diversi anni lo spazio verde ad est, opposto a quello che guarda verso il centro, è stato deformato e ridotto fino a far perdere completamente l'elegante disegno ellittico; quello subito a nord del portale è stato, invece, asfaltato. Le aiuole rimaste a verde sono tenute a prato.
Sul lato ovest l'11 settembre 2009 il Comune di Firenze, in ricordo di Teresa Sarti Strada, vi ha piantato un acero rosso.. Sul lato opposto invece il disegno delle aiuole presenta alcuni alberi (tra cui un'alta magnolia) e cespugli.

### I palazzi

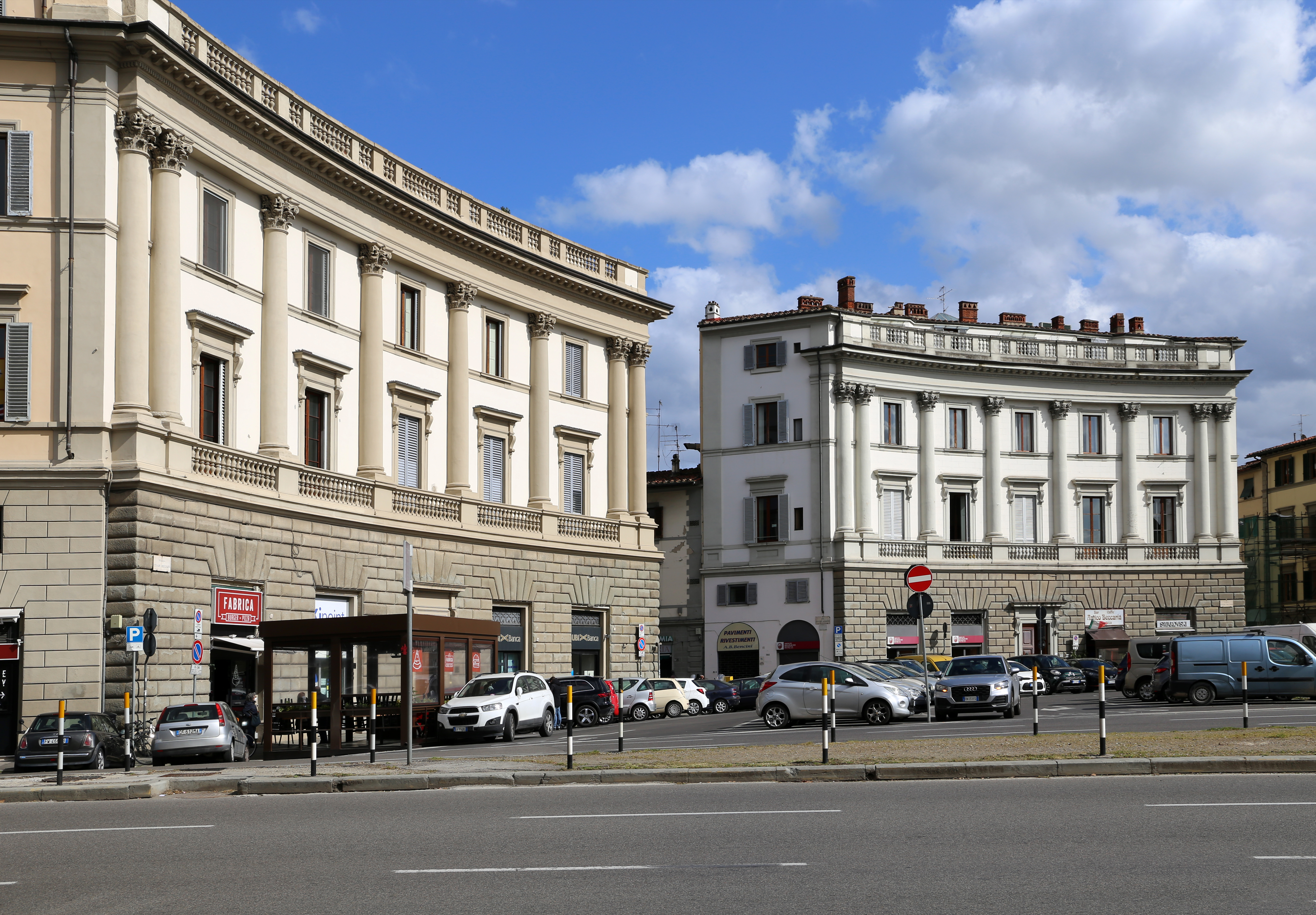
Edifici di Giuseppe Poggi

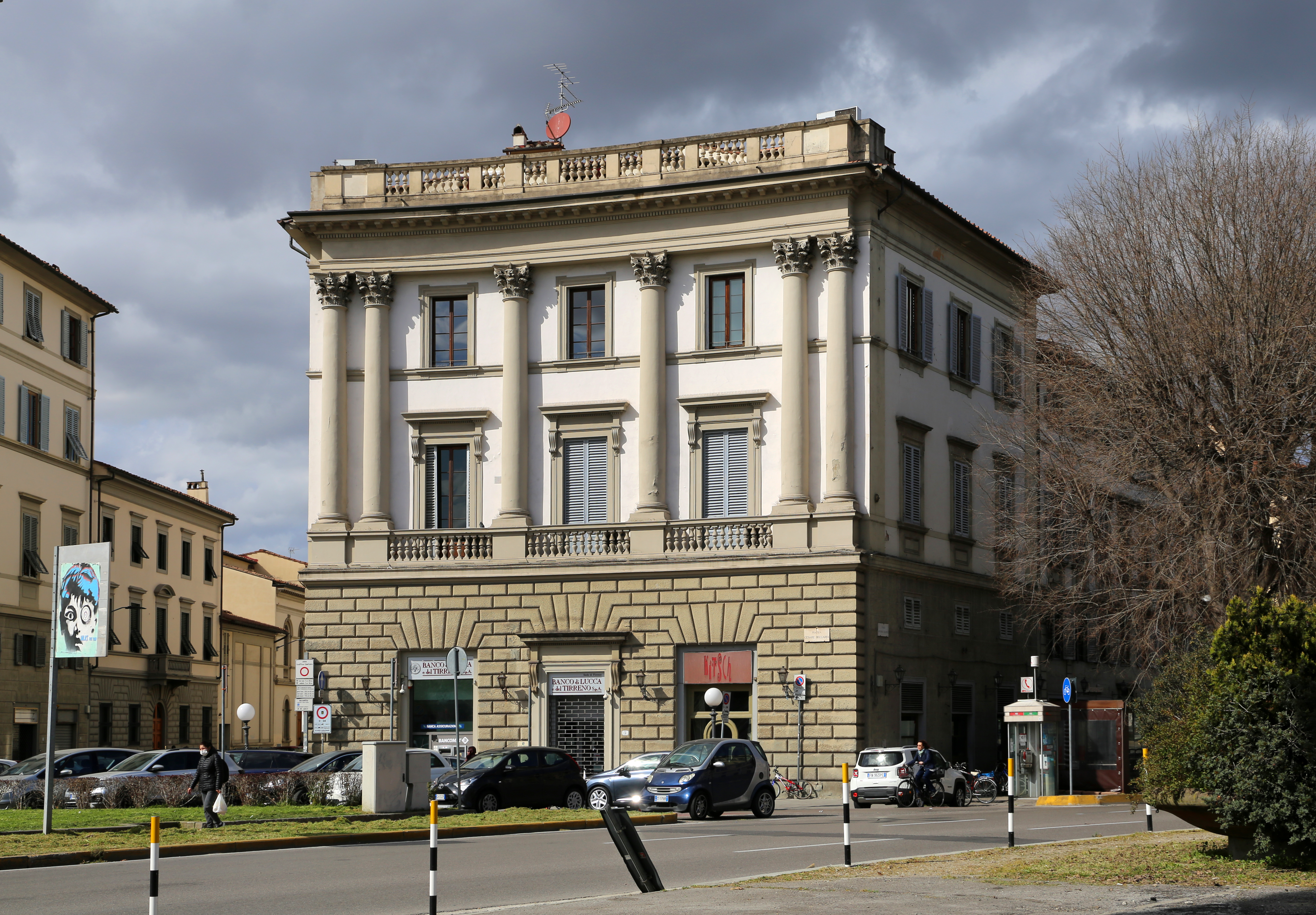
Edifici di Giuseppe Poggi

Gli edifici che circondano la piazza, terminati attorno al 1877, nascono dunque nell'ambito del grande piano di rinnovamento di Firenze redatto dall'architetto Giuseppe Poggi e, nello specifico, della definizione di una delle piazze realizzate sull'anello dei viali, in corrispondenza delle antiche porte della città, rilette come snodi tra il vecchio abitato (entro le mura) e le nuove aree di espansione periferica (fuori le mura).
Il ruolo del Poggi si limitò qui, come in altre situazioni (si vedano al esempio le palazzine di piazza Poggi), alla definizione dello spazio urbano e al disegno dei prospetti, avendo delegato all'architetto Giacomo Roster la risoluzione del problema dell'organizzazione degli spazi interni. "Concepiti esattamente come quinte scenografiche e impaginati con gusto monumentale, i prospetti sulla piazza si caratterizzano per l'alto basamento, rivestito di pietra a bugnato, nel quale si aprono gli esercizi commerciali, e su cui si eleva un ordine gigante di semicolonne corinzie su piedistalli, che intelaia i due piani superiori. Fra le colonne, le finestre sono sottolineate dalla fascia marcapiano, mentre oltre la trabeazione una nuova balaustrata continua di coronamento nasconde il piano attico" (Rosamaria Martellacci).
Al numero 3 abitò, dal 1933 fino al suo trasferimento definitivo a Roma nel 1941, lo scrittore Aldo Palazzeschi.